# Kronologisk rækkefølge
Udtrykket kronologisk rækkefølge bruges om en opstilling af elementer, der er ordnet efter tidsfølgen. Dette ordningsprincip kan bruges som supplement til eller som erstatning for en prioriteret rækkefølge eller en alfabetisk rækkefølge. Man foretrækker gerne den kronologiske rækkefølge i forbindelse med historiske oversigter, kongerækker, årstalslister, krøniker osv. 
Tilsvarende hentyder udtrykket i forbindelse med film, bøger, tidsskrifter eller tegneserier til den rækkefølge, i hvilken de er produceret, frem for offentliggjort.
Det er ikke altid, at et værk lokalt bliver udgivet i den rækkefølge, det oprindeligt blev lavet. Det kan betyde, at visse værker taber mening, når man oplever dem udenfor den oprindeligt tænkte rækkefølge.